# Cryphia glauca
Cryphia glauca là một loài bướm đêm trong họ Noctuidae.